# Ochodaeus integriceps
Ochodaeus integriceps là một loài bọ cánh cứng trong họ Ochodaeidae. Loài này được Semenov-Tian-Shanskii miêu tả khoa học đầu tiên năm 1891.